# رانشتدت

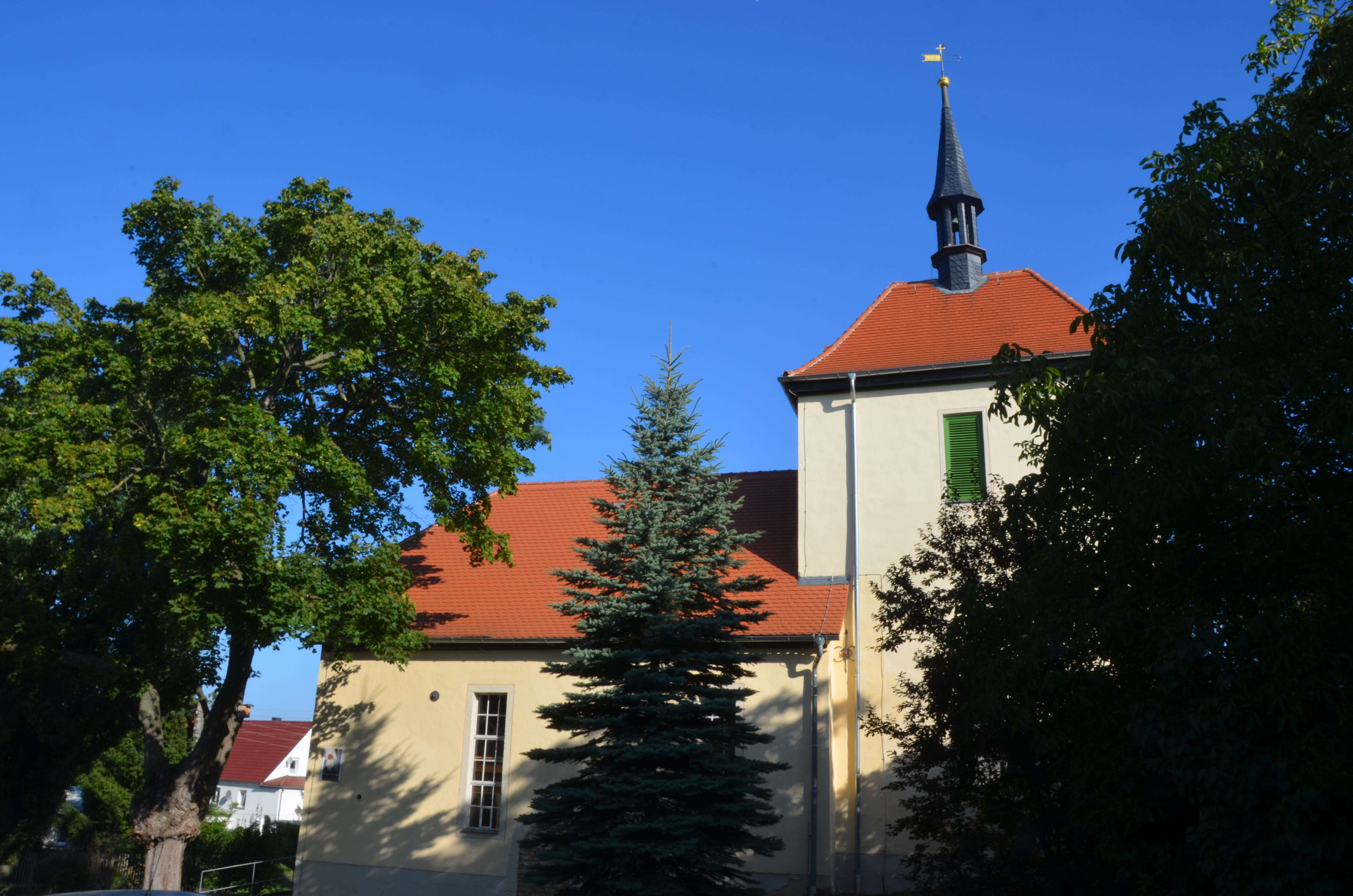
شهری سبز است و خانه های ویلایی در آن وجود دارند

رانشتدت (به آلمانی: Rannstedt) یک شهر در آلمان است که در تورینگن واقع شده‌است. رانشتدت ۱۹۹ نفر جمعیت دارد.